# Nicolao Dumitru
Nicolao Manuel Dumitru Cardoso (Nacka, Provincia de Estocolmo, Suecia, 12 de octubre de 1991) es un futbolista italiano. Juega como delantero en el Johor Darul Takzim de la Superliga de Malasia.

## Biografía
Nacido en Suecia de padre rumano y madre brasileña, se mudó con su familia a Empoli, en Toscana (Italia), a los siete años de edad.

## Trayectoria
Se formó en la cantera del club local, debutando con el primer equipo en la temporada 2008/09 de Serie B (segunda división italiana). El 31 de agosto de 2010 fue cedido a préstamo con opción de compra al Napoli, con el que hizo su debut en Serie A el 22 de septiembre del mismo año, ante el Chievo. Al final de la temporada, el club partenopeo adquirió el 100% de su pase, cediéndolo a préstamo al Empoli. Aquí marcó su primer gol como profesional, el 27 de agosto, contra el Juve Stabia. Durante esa temporada jugó 25 partidos, totalizando 4 goles.
El 22 de junio de 2012, Empoli y Napoli acordaron la renovación de la copropiedad del jugador, que en julio fue cedido a préstamo al Ternana y sucesivamente al Cittadella y al Reggina. El 13 de agosto de 2014 pasó a préstamo al Veria griego, donde debutó el 24 de agosto siguiente en el partido de local ante el Skoda Xanthi, marcando un gol.
El 25 de agosto de 2015, el Napoli lo cedió al Latina de la Serie B italiana, donde totalizó 34 presencias y 7 goles. El 31 de agosto de 2016, fue cedido al Nottingham Forest inglés (12 partidos jugados y un gol realizado).
El 1 de agosto de 2017 fichó por el Alcorcón de la Segunda División de España, donde totalizó 13 presencias (12 encuentros de Liga y 1 de Copa del Rey) y tres tantos.
En enero de 2018 rescindió el contrato con el equipo madrileño y fichó hasta 2020 por el Tarragona. A finales de enero de 2019 rescindió su contrato con el conjunto tarraconense y unos días después fichó por el Livorno.
En julio de 2019 se marchó a Rumania para jugar en el Gaz Metan Mediaș. Posteriormente, jugó en las filas del Suwon Samsung Bluewings surcoreano, el UTA Arad rumano y el Bnei Sakhnin israelí.

## Selección nacional
Ha sido internacional con la selección sub-19 de Italia en 10 ocasiones, debutando el 22 de septiembre de 2009 ante Dinamarca. Con la sub-20 ha jugado 9 partidos, marcando dos goles: fue convocado por primera vez el 30 de septiembre de 2010, para disputar el "Torneo Cuatro Naciones Sub-20". En la misma competición marcó su primer gol contra Alemania.

## Clubes
| Club                             | País          | Año       |
| -------------------------------- | ------------- | --------- |
| Empoli F. C.                     | Italia        | 2009-2010 |
| S. S. C. Napoli                  | Italia        | 2010-2011 |
| Empoli F. C. (cedido)            | Italia        | 2011-2012 |
| Ternana Calcio (cedido)          | Italia        | 2012-2013 |
| A. S. Cittadella (cedido)        | Italia        | 2013-2014 |
| Reggina Calcio (cedido)          | Italia        | 2014      |
| Veria F. C. (cedido)             | Grecia        | 2014-2015 |
| U. S. Latina (cedido)            | Italia        | 2015-2016 |
| Nottingham Forest F. C. (cedido) | Inglaterra    | 2016-2017 |
| A. D. Alcorcón                   | España        | 2017-2018 |
| Gimnàstic de Tarragona           | España        | 2018-2019 |
| A. S. Livorno Calcio             | Italia        | 2019      |
| C. S. Gaz Metan Mediaș           | Rumania       | 2019-2021 |
| Suwon Samsung Bluewings F. C.    | Corea del Sur | 2021      |
| F. C. UTA Arad                   | Rumania       | 2022      |
| Bnei Sakhnin F. C.               | Israel        | 2022-2023 |
| Buriram United F. C.             | Tailandia     | 2023-2024 |
| Johor Darul Takzim F. C.         | Malasia       | 2024-     |